# Spirinia parasitifera
Spirinia parasitifera is een rondwormensoort uit de familie van de Desmodoridae. De wetenschappelijke naam van de soort is voor het eerst geldig gepubliceerd in 1865 door Bastian.